# Petrivente, Zala
Petrivente (în croată Petriba) este un sat în districtul Letenye, județul Zala, Ungaria, având o populație de 385 de locuitori (2011).

## Demografie
Componența etnică a satului Petrivente
     Maghiari (70,36%)
     Croați (23,72%)
     Romi (4,55%)
     Necunoscut (0,79%)
     Germani (0,59%)
     Alții (0,79%)
Componența confesională a satului Petrivente
     Romano-catolici (81,04%)
     Fără religie (4,94%)
     Reformați (2,6%)
     Necunoscută (11,43%)
Conform recensământului din 2011, satul Petrivente avea 385 de locuitori. Din punct de vedere etnic, majoritatea locuitorilor (70,36%) erau maghiari, existând și minorități de croați (23,72%) și romi (4,55%). Apartenența etnică nu este cunoscută în cazul a 0,79% din locuitori.  Din punct de vedere confesional, majoritatea locuitorilor (81,04%) erau romano-catolici, existând și minorități de persoane fără religie (4,94%) și reformați (2,6%). Pentru 11,43% din locuitori nu este cunoscută apartenența confesională.